# Daniyar Sakhi
Daniyar Sakhi (Kazachs: Данияр Сахи) (8 januari 1991) is een Kazachs voetbalscheidsrechter. Hij werd vanaf 2017 opgenomen door FIFA en UEFA en fluit sindsdien internationale wedstrijden. Hij is ook actief in de UEFA Youth League.
Op 29 juni 2017 maakte Sakhi zijn debuut in Europees verband tijdens een wedstrijd tussen Zirə FK en FC Differdange 03 in de voorrondes van de UEFA Europa League. De wedstrijd eindigde op 2–0.
Zijn eerste interland floot hij op 19 november 2018 toen Macedonië 4–0 won tegen Gibraltar na onder meer twee doelpunten van Ilija Nestorovski.

## Interlands
| Datum             | Plaats                  | Wedstrijd             | Uitslag | Competitie                  | Kreeg geel | Kreeg voor de tweede keer geel en dus rood | Weggestuurd |
| ----------------- | ----------------------- | --------------------- | ------- | --------------------------- | ---------- | ------------------------------------------ | ----------- |
| 19 november 2018  | Skopje, Noord-Macedonië | Macedonië – Gibraltar | 4 – 0   | UEFA Nations League 2018/19 | 1          | 0                                          | 0           |
| 24 september 2022 | Bisjkek, Kirgizië       | Kirgizië – Rusland    | 1 – 2   | Vriendschappelijk           | 1          | 0                                          | 0           |
| 20 november 2022  | Tasjkent, Oezbekistan   | Oezbekistan – Rusland | 0 – 0   | Vriendschappelijk           | 1          | 0                                          | 0           |

Laatste aanpassing op 7 december 2022